# Trogoblemma lucens
Trogoblemma lucens är en fjärilsart som beskrevs av William Schaus 1914. Trogoblemma lucens ingår i släktet Trogoblemma och familjen nattflyn. Inga underarter finns listade i Catalogue of Life.